# Charles Maurice Le Tellier

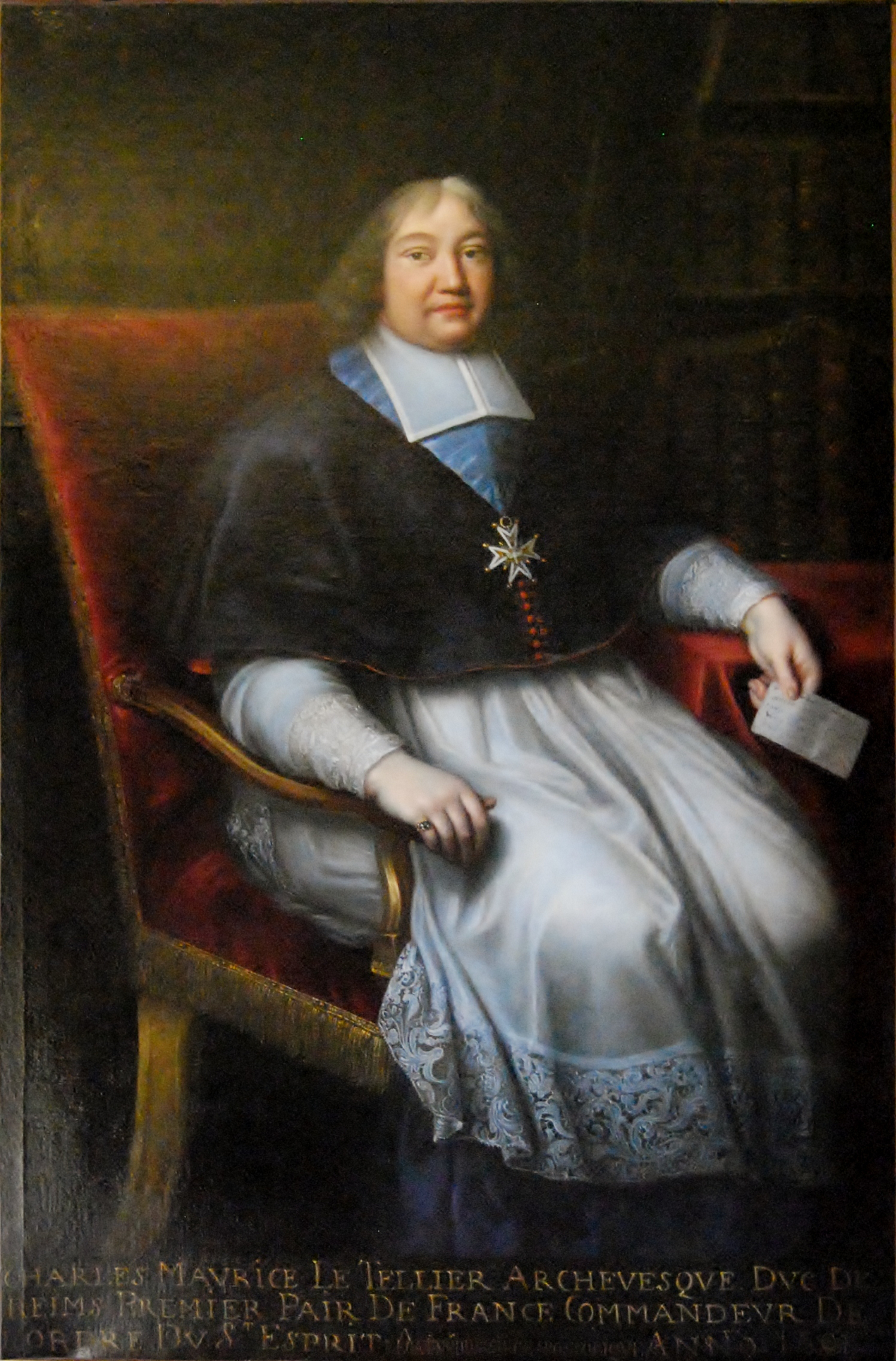
Porträt des Charles-Maurice Le Tellier von Pierre Mignard (1691)

Charles Maurice Le Tellier (* 16. Juli 1642 in Turin im Herzogtum Savoyen (jetzt im Piemont in Italien); † 22. Februar 1710 in Reims) war ein französischer katholischer Geistlicher des 17. und 18. Jahrhunderts, Pair von Frankreich und von 1671 bis zu seinem Tod Erzbischof von Reims.

## Leben
Charles Maurice Le Tellier wurde als zweiter Sohn von Michel Le Tellier, Staatssekretär für das Kriegswesen unter Ludwig XIII., und Elisabeth Turpin geboren. Sein älterer Bruder, François Michel, wurde später unter Ludwig XIV. Kriegsminister und Marquis de Louvois.
Schon früh wurde er von seiner Familie für eine geistliche Laufbahn vorgesehen und studierte Theologie an der Pariser Universität Sorbonne, wo er seine akademische Ausbildung mit der Promotion erfolgreich abschloss.
Obwohl er erst 1666 von Ludwig XIV. zum Kommendatarabt der Abtei von Daoulas ernannt wurde, verfügte Le Tellier bereits seit 1651, im Alter von neun Jahren, über die Pfründe aus der geistlichen Herrschaft. Seit 1662 stand er zudem noch der Abtei Saint-Bénigne und ab 1668 dem Kloster St-Étienne de Caen als Titularabt vor.
1668 wurde Le Tellier zum Koadjutor des Bistums Langres und des Erzbistums Reims; am 11. November desselben Jahres weihte ihn der Erzbischof von Reims, Antonio Barberini, assistiert von Kardinal Pierre du Cambout de Coislin, zum Titularerzbischof von Nazianz.
Von 1665 bis zu seinem Tod war Le Tellier für die Leitung der königlichen Hofkapelle Ludwig XIV. verantwortlich; die liturgischen Dienste hierfür wurden von ihm vor der Einweihung der neuen Schlosskapelle in Versailles sowohl in der Sainte-Chapelle und der Kathedrale Notre-Dame de Paris verrichtet.
Am 3. August 1671, im Alter von nur 29 Jahren, wurde Charles Maurice Le Tellier zum Erzbischof von Reims ernannt und hatte somit das höchste geistliche Amt in Frankreich inne.
Le Tellier gilt als einer der wichtigsten Sammler seltener und historisch wichtiger Schriften und Bücher seiner Zeit – nach seinem Tod vermachte er seine Sammlung der Bibliothek Sainte-Geneviève in Paris und legte damit den Grundstock für den Bestand einer der wichtigsten Bibliotheken Frankreichs.